# Rambo: The Video Game
Pour les articles homonymes, voir Rambo.
Rambo: The Video Game est un jeu vidéo de type rail shooter développé par Teyon et édité par Reef Entertainment, sorti en 2014 sur Windows, Xbox 360 et PlayStation 3.

## Accueil
- Destructoid : 1/10[1]
- GameSpot : 6/10[2]
- IGN : 3/10[3]
- Canard PC : « Nanar de l'année »[4]